# Одеська залізниця
Регіона́льна фі́лія «Оде́ська залізни́ця» акціоне́рного товари́ства «Укрзалізни́ця» — підприємство, регіональна філія АТ «Укрзалізниця», що обслуговує Одеську, Миколаївську, Херсонську, Черкаську, Кіровоградську та Вінницьку області та окремі райони Київської, Дніпропетровської, Запорізької та Полтавської областей. Є важливою складовою єдиного транспортного сполучення південного заходу України. На її долю припадає майже 20 % вантажообігу, більш 16 % пасажирообігу залізниць України.
Головна особливість Одеської залізниці — її приморське та прикордонне місцерозташування. У районі діяльності Одеської залізниці розташовані великі морські та річкові порти, якими забезпечуються зовнішні транспортно-економічні зв'язки з більш ніж 70 країнами світу.

## Структура

### Дирекції
До складу залізниці входить 4 дирекції залізничних перевезень:
- Знам'янська;
- Одеська;
- Херсонська;
- Шевченківська.

Головний офіс регіональної філії «Одеська залізниця» розташований за адресою: 65000, м. Одеса, вул. Пантелеймонівська, 19.

## Історія
Одеська залізниця — одна з найстаріших залізниць України. 11 березня 1863 року імператором Олександром II було затверджено «Статут Товариства Одесько-Київської залізниці». Цей документ дав старт створенню Одеської залізниці, адже це стало можливим підібрати керівників будівництва, розпочати відчуження земель, а також шукати кошти на втілення проєктів в життя. 4 травня 1863 року розпочалося будівництво залізниці.
Перша залізниця, що поклала початок сучасної Одеської залізниці і перша залізниця з регулярним рухом в Україні — відкрита 4 (17) грудня 1865 року лінія Одеса — Балта з відгалуженнями до Карантину (Порт) та станції Кучурган.
Впродовж 1867—1869 років збудовано у три етапи продовження цієї лінії — від Балти через Ольвіополь (1 (13) вересня 1867) та Єлисаветград (1 (13) вересня 1868) до Крюкова (8 (21) жовтня 1869).
7 червня (26) травня 1870 року ізольована мережа сполучена із Києво-Балтською залізницею та лінією Київ — Бірзула.
У 1872 році, з відкриттям Крюківського мосту, відбулося сполученяя Одеської та Харківсько-Миколаївські залізниці, що відкрило прямий шлях із промислового сходу до портів Чорного моря.
20 серпня (1 вересня) 1873 року відкрита залізнична лінія Знам'янка — Миколаїв.
23 листопада (5 грудня) 1876 року була відкрита Фастівська лінія, що сполучила Фастів та Знам'янку, у складі цієї залізниці також була відкрита лінія від Сміли до Черкас.
У наступні десятиліття XIX століття було збудовано велику мережу місцевих залізниць — Вапнярка — Тростянець (1889), Демківка — Христинівка, Козятин I — Умань обидві 1890) та Христинівка — Шпола (1891).
1897 року побудовано лінія Пирятин — Красне (нині — лівий берег Дніпра навпроти Черкас).
У перші десятиліття XX століття знову повертається практика будівництва нових ліній. 1901 року відкривається залізниця Користівка — П'ятихатки, 1907 року — Миколаїв — Херсон.
1913 року відкрито лінії від Водопою (Старий Водопій) до Снігурівки, а 1914 року відкрита залізнична лінія Бобринська — Одеса.
1913 року розпочалося будівництво залізниці до Аккерману. 15 квітня 1913 року головним інженером споруджуваної залізниці призначили колезького асесора Авдулова Павла Володимировича, який закінчив Петербурзький інститут інженерів шляхів сполучення імператора Олександра I, а його заступником було призначено — колезького секретаря Башинського Віктора Володимировича. Державним інспектором за будівництвом Бессарабських залізниць призначили статського радника Амосова Михайла Григоровича, завідувачем контролю — Є. М. Смугге.
У 1913 році також відкрита залізнична станція Аккерман,  лінію від Аккермана до  Басарабяска (Молдова) прокладено 1915 року, яка пролягла через місто Арциз.
З 1924 по 1936 роки сучасна Одеська залізниця знаходилась у складі Південно-Західної залізниці. 13 травня 1936 року відповідно наказу МШС № 62/Ц з Південно-Західної залізниці було виокремлено Одеську залізницю. З 15 червня 1936 року розпочало функціонувати Управління Одеської залізниці.
1941 року відкрита залізнична лінія Арциз — Ізмаїл.
Практика будівництва місцевих залізниць тривала і у перші десятиліття радянської влади. 1925 року було відкрито залізниці Апостолове — Снігурівка — Херсон.
Ряд залізничних ліній було збудовано вже у повоєнні роки : Херсон — Вадим (1944), Каховка — Нововесела (1956), Снігурівка — Каховка (1961), Роздільна I — Раухівка (1969]), Олійникове — Долинська (1978), Чорноморська — Берегова (1981). Спорудження нових залізниць не лише створювало нові шляхи від промислових районів країни до портів Чорного моря, а й створювало альтернативу старим перевантаженим шляхам.
Станом на 2014 рік була запланована електрифікація дільниць Долинська — Миколаїв та Миколаїв — Колосівка. У 2015—2016 роках була запланована електрифікація лінії Миколаїв — Херсон — Джанкой, але ці плани не були реалізовані. Проте, у грудні 2016 року Європейським банком було виділено кошти на електрифікацію лінії Долинська — Миколаїв — Колосівка, а також будівництво другої колії та модернізація систем сигналізації.
1 грудня 2015 року розпочалась господарська діяльність АТ «Укрзалізниця»; державне підприємство «Одеська залізниця» втратило статус окремої юридичної особи і продовжило діяльність як регіональна філія.
9 листопада 2017 року одеські залізничники разом з львівськими колегами завершили ремонт 214-метрового моста через річку Південний Буг, на 49-му кілометрі перегону колійний пост 48 км — Губник дільниці Христинівка — Вапнярка. Комплекс проведених робіт дозволив підвищити швидкість руху поїздів цією ділянкою до 60 км/год. До ремонту діяло обмеження до 40  км/год, воно було введено через те, що міст вже тривалий час експлуатувався без капітального ремонту (останній раз він проводився у 1945—1950 роках).

## Вузькоколійна залізниця
У складі Одеської залізниці функціонує найдовша в Європі (130 км) пасажирська вузькоколійна залізниця Рудниця — Голованівськ із шириною колії 750 мм.

## Електрифікація
| Роки | Дільниці                           | Довжина, км | З них дільниці на ОЗ |
| ---- | ---------------------------------- | ----------- | -------------------- |
| 1962 | Миронівка — Знам'янка — П'ятихатки | 305         | 302                  |
| 1971 | Одеса-Сортувальна — Колосівка      | 108         |                      |
| 1971 | Помічна — Хирівка (Чорноліська)    | 124         |                      |
| 1972 | Одеса-Головна — Одеса-Сортувальна  | 18          |                      |
| 1972 | Помічна — Колосівка                | 146         |                      |
| 1973 | Одеса-Застава I — Аккаржа — Бугаз  | 71          |                      |
| 1973 | Одеса-Застава I — Дачне            | 14          |                      |
| 1974 | Бугаз — Білгород-Дністровський     | 19          |                      |
| 1978 | Дачне — Вигода                     | 12          |                      |
| 1983 | Тимкове — Долинська — Помічна      | 142         |                      |
| 1984 | Вигода — Роздільна I               | 36          |                      |
| 1984 | Чорноморська — Берегова            | 37          |                      |
| 1986 | Знам'янка — Долинська              | 80          |                      |
| 1987 | Аккаржа — Іллічівськ               | 11          |                      |
| 1989 | Жмеринка — Котовськ                | 199         | 119                  |
| 1990 | Котовськ — Роздільна I             | 119         |                      |
| 1990 | Побережжя — Помічна                | 196         |                      |
| 1991 | Роздільна I — Кучурган             | 12          |                      |
| 2008 | Користівка — Кременчук             | 59          | 36                   |
| 2021 | Ім. Тараса Шевченка — Сміла        | 6           |                      |
| 2023 | Сміла — Черкаси                    | 24          |                      |

## Керівники
| Роки                  | Керівники залізниці                                        |
| --------------------- | ---------------------------------------------------------- |
| 1863—1877             | Унгерн-Штернберг Карл Карлович (перший керівник залізниці) |
| 1877—1878             | Вітте Сергій Юлійович                                      |
| 1936—1937             | Суслов Павло Іванович                                      |
| 1937                  | Мілх Лев Романович                                         |
| 1937—1938             | Крихун Аркадій Іванович                                    |
| 1938                  | Бодров Андрій Васильович                                   |
| 1939—1946             | Молчанов Олексій Петрович                                  |
| 1946—1953             | Сущенко Леонід Григорович                                  |
| 1953—1954             | Курочкін Василь Васильович                                 |
| 1954—1956             | Даниленко Костянтин Іванович                               |
| 1956—1968             | Козенко Василь Іванович                                    |
| 1968—1973             | Кривенко Яків Миколайович                                  |
| 1973—1977             | Ємець Іван Артемович                                       |
| 1977—1981             | Кожушко Олександр Михайлович                               |
| 1981—1986             | Шеверняєв Іван Сидорович                                   |
| 1986—1997             | Гур'єв Михайло Артемович                                   |
| 1997—1998             | Крючков Олег Митрофанович                                  |
| 1998—2005             | Левицький Ілля Юхимович                                    |
| 2005                  | Алейник Віталій Самуїлович                                 |
| 02.2006—2006          | Рогов Микола Васильович                                    |
| 2006—2008             | Болоболін Сергій Петрович                                  |
| 2008—2011             | Левицький Ілля Юхимович                                    |
| 2011—2014             | Луханін Микола Іванович                                    |
| 2014–16.03.2015       | Фрунза Віктор Констянтинович                               |
| 17.03.2015—25.04.2017 | Бойко Григорій Анатолійович                                |
| 26.04.2017—24.09.2018 | Єрьомін В'ячеслав Володимирович                            |
| з 25.09.2018          | Нікулін Сергій Сергійович                                  |

## Начальники політичного відділу Одеської залізниці
| Роки      | Посадові особи             |
| --------- | -------------------------- |
| 1936—1937 | Мілх Лев Романович         |
| 1938      | Фельдман                   |
| 1953—1956 | Педьєв Володимир Овсійович |